# Kriegeriella minuta
Kriegeriella minuta är en svampart som först beskrevs av M.E. Barr, och fick sitt nu gällande namn av Arx & E. Müll. 1975. Kriegeriella minuta ingår i släktet Kriegeriella och familjen Pleosporaceae.  Arten är reproducerande i Sverige. Inga underarter finns listade i Catalogue of Life.